# Ras Lanufe
Ras Lanufe (em árabe: راس لانوف; romaniz.: Raʾs Lānūf, também chamada de: Ra’s al-Unūf) é uma cidade mediterrânea localizada no norte da Líbia, mais precisamente no Golfo de Sidra. O município tem uma grande refinaria de petróleo, gerenciada por uma empresa estatal. Tem uma população de aproximadamente 40 mil habitantes.